# Прогрессивный и справедливый народ исламского Ирана
Прогрессивный и Справедливый Народ Исламского Ирана (перс. جمعیت پیشرفت و عدالت ایران اسلامی‎) — это иранская консервативная политическая партия, духовным лидером которой является Мохаммад-Багер Галибаф.

## История партии
Создана в 2008 году Мортезой Талаем, её первым генеральным секретарем, при поддержке членов тегеранского муниципалитета, в том числе и мэра Тегерана, Мохаммад-Багера Галибафа.

### Выборы в президенты Ирана 2013
Партия в 2013 году выдвинула его же кандидатуру, а также подготовила кампанию на выборы в президенты Ирана (в итоге Мохаммад-Багер проиграл выборы, набрав 16,46 % голосов; победил же на выборах Хасан Рухани, нынешний президент Ирана).

### Наше время
На данный момент партия занимает 15 из 31 мест (48 %) в городском совете Тегерана. Главные противники партии — движение иранских реформистов (14 мест из 31, 45 %).